# Euspira catena
Euspira catena är en snäckart som först beskrevs av Da Costa 1778.  Euspira catena ingår i släktet Euspira och familjen borrsnäckor. Det är osäkert om arten förekommer i Sverige. Inga underarter finns listade i Catalogue of Life.

## Bildgalleri

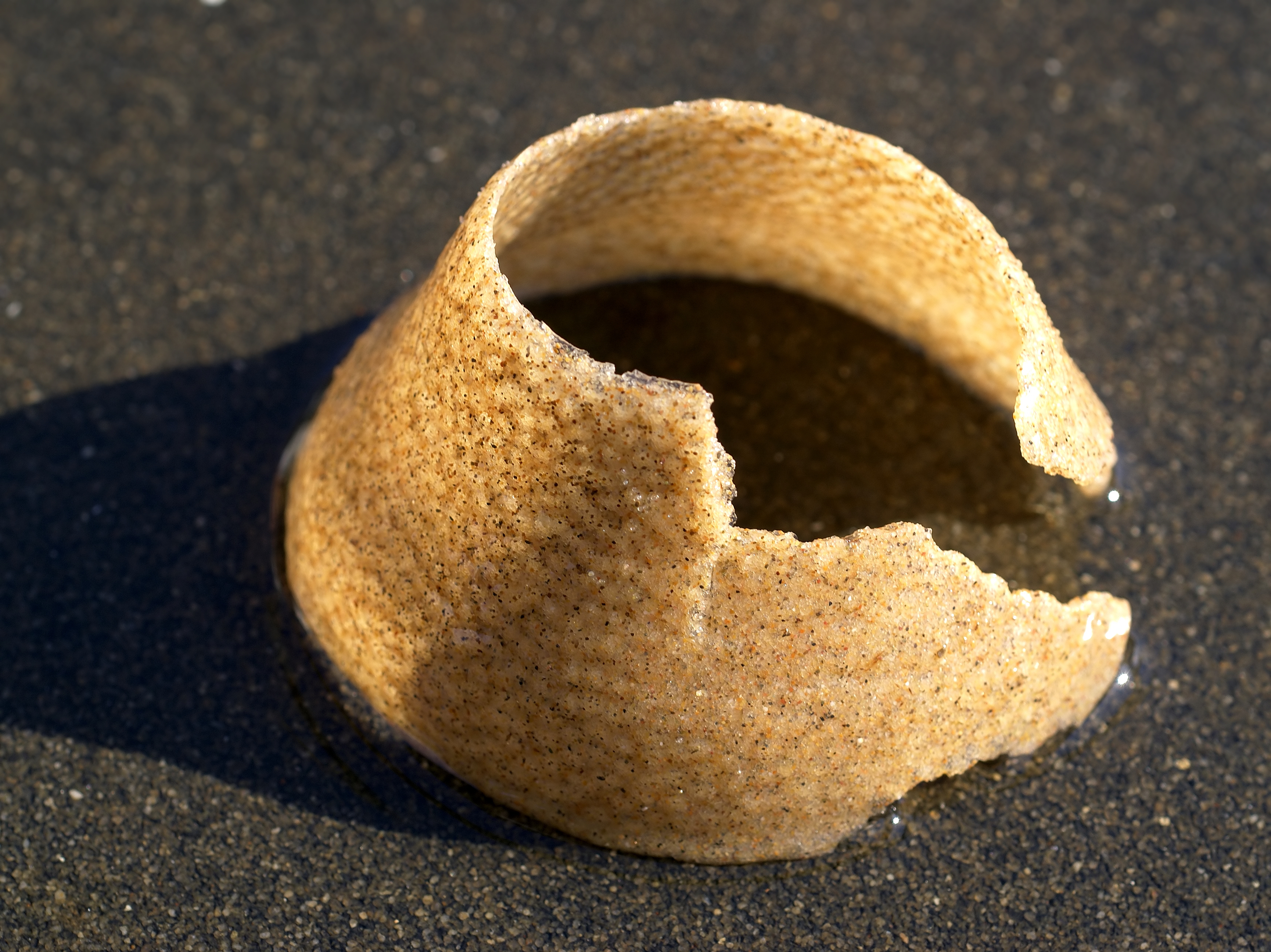